# Gattaca
Gattaca és una pel·lícula de ciència-ficció de 1997 protagonitzada per Ethan Hawke, Uma Thurman i Jude Law, i escrita i dirigida per Andrew Niccol. Va aspirar a diversos premis, d'entre els quals destaquen l'Oscar a la millor direcció artística i el Globus d'Or a la millor banda sonora original. S'ha doblat i subtitulat al català.
La pel·lícula presenta una visió pròpia d'una distopia d'un món on és possible la selecció genètica extrema, de manera que els fills es veuen lliures de tares i malalties hereditàries. Això ocasiona que només els seleccionats puguin optar a determinats treballs.
El tema central és la lluita de Vincent (Ethan Hawke) per demostrar que pot ser tan bo com totes les persones creades directament per la manipulació genètica, i d'aquesta manera eliminada de tot error possible en la seva estructura biològica. D'aquesta manera, es veu com Vincent fa l'impossible amb la condició d'entrar a treballar en Gattaca i així complir amb el seu somni: volar a l'espai exterior.
Va ser rodada a La Jolla, Barstow, Pomona, Culver City, Los Angeles, San Rafael, Inglewood i el comtat de Marin, a Califòrnia.

## Argument
En Vincent és concebut de forma 'tradicional' (fruit de l'amor dels seus pares). En néixer se li practica una anàlisi de sang, per la qual es pronostiquen les característiques, riscos de salut, propensió a malalties, etc. que tindrà en el futur. Entre aquestes es troben possibles problemes cardíacs congènits, miopia i mort prematura a l'edat de 30 anys. Per això, els seus pares decideixen que el segon fill vingui al món de forma artificial, és a dir, seleccionat genèticament i amb tots els avantatges possibles; d'aquesta manera, es pretén assegurar-li un millor futur, sense els obstacles que hauria d'enfrontar en Vincent.
Un dia mentre jugava amb el seu germà Anton al joc "gallina" (vegeu qui pot nedar més lluny) en Vincent, que estava "destinat" a perdre, guanya, i l'Anton, l'home perfecte, perd. És quan en Vincent guanya al seu germà que s'adona que pot assolir més coses de les que li havien promès. Llavors abandona la seva llar i la seva família i comença a combatre contra el seu presumpte destí, emprenent una recerca de feina per la qual la seva herència genètica no era acceptable (atès que només podria optar a treballs manuals o de neteja, que són els esperats pel seu nivell).
Vincent Freeman creu que mai complirà amb el seu somni sense ajuda. Per aquest motiu decideix acudir a algú perquè l'ajudi a contactar amb en Jerome Morrow, de qui adopta la seva nova identitat. És en aquest moment quan gràcies a una tintada de cabells, lents de contacte i una operació per ser més alt entre d'altres en Vincent es transforma en Jerome, canviant d'aquesta manera la seva aparença externa. Ja no és en Vincent Antón Freeman, sinó que tothom el coneix com a Jerome Morrow.
Vincent es despertarà cada dia rentant-se i raspant-se tot el cos i la pell per a poder així seguir sent Jerome sense deixar proves genètiques de la seva veritable identitat, sense cridar l'atenció, ja que les partícules corporals (com la caspa o la pell morta) podrien ser detectats pels equips que impedeixen l'accés de tota persona estranya a Gattaca (la seva nova feina), reconeixent l'ADN.
En Vincent ha aconseguit el treball a Gattaca fent-se passar per un vàlid, sense que ningú el descobreixi. No obstant això, una setmana abans que Vincent sigui llançat a l'espai assassinen a l'única persona que podia haver anul·lat el seu viatge, més encara perquè havia estat a un pas de descobrir que Vincent és un no vàlid. Vincent en observar l'escena del crim perd una pestanya, la qual és trobada pels investigadors de l'assassinat. Quan analitzen les mostres recollides, troben la pestanya d'en Vincent, quedant així identificada la presència d'un no vàlid en l'escena del crim, i acusant-lo com principal sospitós de l'assassinat.
Després de moltes investigacions, apareix l'assassí veritable, que era ni més ni menys que el mateix director de Gattaca, qui anteriorment en la pel·lícula afirmava no tenir capacitat de violència en el seu codi genètic, amb el que es pot treure de conclusió que fins i tot els vàlids poden no ser tan perfectes com creien i fallar en les seves accions, malgrat la seva presumpta perfecció.
Però l'Anton, el germà d'en Vincent, que és l'investigador en cap del cas i l'encarregat de descobrir i atrapar al culpable de l'assassinat esdevingut a l'interior de Gattaca, descobreix la veritable identitat del seu germà i, després d'una discussió entre ambdós en el qual el tema és qui realment hauria d'estar aquí, s'enfronten novament en el seu antic joc el gallina, en el qual novament guanya Vincent.
És així com Vincent aconsegueix anar a l'espai, complint finalment amb el seu objectiu. L'home de les anàlisis, a pesar que sabia que era un no vàlid, el deixa seguir, ja que el seu fill té la mateixa meta que Vincent i té el mateix impediment que ell. L'autèntic Jerome Morrow acaba suïcidant-se.

## Repartiment
- Ethan Hawke: Vincent Freeman
- Uma Thurman: Irene Cassini
- Gore Vidal: Director Josef
- Jude Law: Jerome Eugene Morrow
- Alan Arkin: Detectiu Hugo
- Loren Dean: Anton Freeman
- Xander Berkeley: Dr. Lamar
- Jayne Brook: Marie Freeman
- Una Damon: Infermera Cap
- Blair Underwood: Genetista
- Ernest Borgnine: Caesar
- Tony Shalhoub: German
- Elias Koteas: Antonio

## Premis i nominacions
Nominacions
- Oscar a la millor direcció artística per Jan Roelfs i Nancy Nye
- Globus d'Or a la millor banda sonora original per Michael Nyman
- Golden Satellite Award a la millor direcció artística per Jan Roelfs

Premis
- Festival Internacional de Cinema de Catalunya: millor pel·lícula (Andrew Niccol) i millor banda sonora original (Michael Nyman)

## Curiositats
- L'estructura de la molècula química d'ADN està formada per quatre tipus de peces unides; aquestes peces són les molècules d'adenina, citosina, guanina i timina. La combinació de les inicials d'aquestes molècules formen el títol de la pel·lícula; durant els crèdits aquestes lletres es veuen ressaltades.

- Gattaca va significar el debut cinematogràfic del neozelandès Andrew Niccol; l'any següent va escriure i produir The Truman Show (1998), i més endavant vindrien títols com S1m0ne (2002), The Terminal (2004) o Lord of War (2005).

- Ethan Hawke i Uma Thurman van iniciar la seva relació durant el rodatge d'aquesta pel·lícula.[5]